# Mustagumbuberget
Mustagumbuberget är ett mindre berg i Örträsks socken i sydligaste delen av Lycksele kommun, nära gränsen till Åsele och Bjurholms kommuner. Kring södra delen av berget och ett område söder därom har inrättats ett naturreservat.
Namnet kommer troligen från finskans musta kumpu, som betyder svart kulle. Det närbelägna Örträsk togs upp som nybygge av skogsfinnar omkring 1676 och enligt obekräftade uppgifter ska dessa ha haft åkrar, rior och lador på berget. Idag är området närmast att betrakta som ödemark.
Berget och ett område runt det finns upptaget på Naturvårdsverkets förteckning över statliga skogar som är värda att skydda. 
Vid bergets fot ligger Mustagumbusjön.